# Abraham Wald
Pour les articles homonymes, voir Wald.
Abraham Wald (1902-1950) est un mathématicien américain d'origine hongroise qui contribue à la théorie de la décision statistique, à la géométrie, à l'économétrie et fonda le domaine de l'analyse séquentielle statistique.
En 1927, il entre à l'université de Vienne (Autriche) où il reçoit un doctorat en mathématiques en 1931, sous la direction de Karl Menger.
De confession juive, il ne va pas à l'école le samedi, raison pour laquelle il est instruit par ses parents. C'est également pour cette raison qu'il quitte l'Autriche en 1938. Sa femme et sa famille sont persécutées par le régime nazi. Il émigre aux États-Unis pour travailler dans la recherche en économétrie.
Il meurt avec sa femme dans un accident d'avion alors qu'il se rend à un cours en Inde où le gouvernement l'avait invité.

## Principales publications
(Pour une liste complète, voir (en) « The Publications of Abraham Wald », Annals of Mathematical Statistics, vol. 23, no 1,‎ 1952, p. 29–33 (DOI 10.1214/aoms/1177729483).)
- (en) « A New Formula for the Index of Cost of Living », Econometrica, vol. 7, no 4,‎ 1939, p. 319–331 (DOI 10.2307/1906982)
- (en) « Contributions to the Theory of Statistical Estimation and Testing Hypotheses », Annals of Mathematical Statistics, vol. 10, no 4,‎ 1939, p. 299–326 (DOI 10.1214/aoms/1177732144)
- (en) « The Fitting of Straight Lines if Both Variables Are Subject to Error », Annals of Mathematical Statistics, vol. 11, no 3,‎ 1940, p. 284–300 (DOI 10.1214/aoms/1177731868)
- (en) « Sequential Tests of Statistical Hypotheses », Annals of Mathematical Statistics, vol. 16, no 2,‎ juin 1945, p. 117-186 (DOI 10.1214/aoms/1177731118)
- (en) Sequential Analysis, New York, John Wiley & Sons, 1947 (ISBN 978-0-471-91806-6)Voir réimpression Dover Publications :  (ISBN 978-0-486-43912-9)
- (en) Statistical Decision Functions, John Wiley & Sons, New York ; Chapman & Hall, Londres, 1950, ix+179

### Lecture complémentaire
(en) Jacob Wolfowitz, « Abraham Wald, 1902-1950 », Annals of Mathematical Statistics, vol. 23, no 1,‎ 1952, p. 1–13 (DOI 10.1214/aoms/1177729480)